# 令和米骚动
令和骚动（日语：／ Reiwa no Komesōdō）是指2024年（令和6年）至今，日本全国因囤积和短缺导致大米价格飙升，造成民生問題的事件。

## 概况
日本国内的大米消费量在2021年触底反弹，至2023年度，需求量达到了705万吨。但2023年日本遭遇极端高温和水资源短缺，导致作物长势不佳，也导致了废米比例增加，这一年日本全国大米产量仅为661万吨。到了2024年，由于疫后外出就餐及访日游客的需求增加，至该年6月，大米库存处于有记录以来的最低水平；2024年8月，由于南海海槽地震警报发布，越来越多消费者开始囤积大米以备不时之需，造成部分商超大米断货。日本政府原本预计随着新米收获，米荒将趋于平缓，但受前一年歉收影响，加之新米需求急剧扩大，产地出现大量类似中间商的业者直接从农户收购大米，日本农业协同组合（农协）的收购率也降至20%左右，种种原因使得米价涨势延续。2024年8月末，原本售价在2000日元上下的5公斤预包装大米价格飙升至接近3000日元，到2025年5月已突破4000日元。
为平抑米价，日本政府曾于2025年3月通过三次拍卖释放了约21万吨储备米，但截至4月底，只有约7%的储备米实际到达零售商手中，大量储备米被农协拍走。分析指农协因担心利益受损而不愿米价下跌。2025年5月26日，刚刚就任农林水产大臣的小泉进次郎宣布将以每公斤约192日元的价格，向主要零售商直接出售30万吨储备米。之后日本政府又向市场投放了多批储备米，部分储备米储存时间甚至已达数年之久，依出产年份由近及远被称作“古米”、“古古米”、“古古古米”等。对于当局将陈年大米投放到市场平抑米价的举措，有在野党人士称，这种陈年大米“只适合动物食用”，批评当局将廉价的动物饲料原料作为粮食出售给消费者。
日本的大型餐饮连锁、餐饮店及便利商店因与米农签订了年度合约，因此在此次抢购潮中并未受到大米短缺影响。但部分依赖市售大米的餐厅出现取消免费加饭或取消大碗饭服务的情况。